# The Answer Lies Within
Pistes de Octavarium
The Root of All Evil
(1) These Walls
(3)
The Answer Lies Within est la deuxième chanson de l'album Octavarium du groupe de metal progressif Dream Theater. Les paroles ont été écrites par John Petrucci et reprennent le thème de A Change Of Seasons. La mélodie jouée au piano durant le pont avant le solo est la mélodie principale de Medicate Me, deuxième partie d'Octavarium. Cette chanson s'inscrit dans le concept de l'album Octavarium en étant la chanson en Sol.

## Apparitions
1. Octavarium (Album) (2005)
2. Score (Album Live) (2006)

## Personnel
- James LaBrie - chant
- John Myung - basse
- John Petrucci - guitare
- Mike Portnoy - batterie et chant
- Jordan Rudess - claviers
- Quatuor à cordes
  - Elena Barere - premier violon
  - Carol Webb - second violon
  - Vincent Lionti - alto
  - Richard Locker - violoncelle